# 2300 Stebbins
2300 Stebbins eller 1953 TG2 är en asteroid i huvudbältet, som upptäcktes 10 oktober 1953 av Indiana Asteroid Program vid Indiana University Bloomington med Goethe Link Observatory. Asteroiden har fått sitt namn efter den amerikanske astronomen Joel Stebbins.
Asteroiden har en diameter på ungefär 11 kilometer och den tillhör asteroidgruppen Koronis.